# Atopisches Ekzem

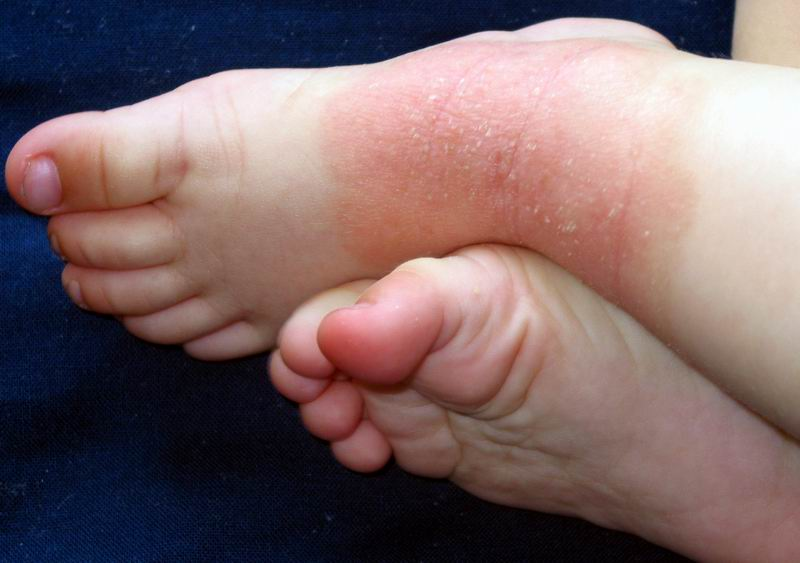
Atopisches Ekzem bei einem Kleinkind

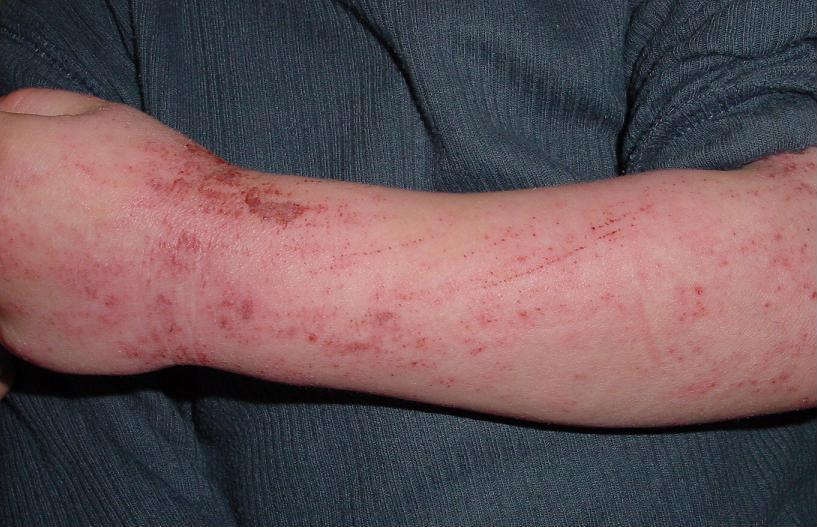
Atopisches Ekzem am Arm eines 5-jährigen Kindes

Das atopische Ekzem (griechisch ατοπία, atopía – „Ortlosigkeit“, „nicht zuzuordnen“; griechisch έκζεμα, ekzema – „Aufgegangenes“) ist eine chronische, nicht ansteckende Hautkrankheit, die zu den atopischen Erkrankungen gehört. Weitere geläufige Bezeichnungen sind Neurodermitis, atopische Dermatitis und endogenes Ekzem (lat. Lichen simplex chronicus). Außerdem wird die Erkrankung auch als chronisch konstitutionelles Ekzem, Asthmaekzem und Prurigo Besnier bezeichnet. Die Bezeichnung Neurodermitis stammt aus dem 19. Jahrhundert. Damals meinte man, die Ursache der Hauterkrankung sei eine Nervenentzündung. Später wurde diese Ansicht widerlegt, die Bezeichnung ist aber weiterhin geläufig. Hauptsymptome sind rote, schuppende, manchmal auch nässende Ekzeme auf der Haut und ein starker Juckreiz. Die Erkrankung verläuft schubweise und hat ein individuelles, vom Lebensalter abhängiges Erscheinungsbild. Das atopische Ekzem gilt als nicht heilbar, ist aber behandelbar. Die Therapie besteht je nach Schweregrad hauptsächlich aus der Behandlung der charakteristischen Hauttrockenheit, der äußerlichen Anwendung von entzündungshemmenden Wirkstoffen und systemischen Medikamenten.

## Epidemiologie
Das atopische Ekzem ist in Industriestaaten eine verbreitete Krankheit. 5–20 % der Kinder und 1–3 % der Erwachsenen sind von der Krankheit betroffen. In Deutschland erkranken bis zur Einschulung 8–16 % aller Kinder am atopischen Ekzem. Bei etwa 60 % der Betroffenen tritt die Erkrankung im ersten Lebensjahr auf, bei 90 % bis zum fünften Lebensjahr. Oft vermindern sich die Symptome mit dem Älterwerden und verschwinden mit Beginn der Pubertät. Von den ursprünglich Betroffenen sind im Erwachsenenalter bis zu 70 % beschwerdefrei.
In Deutschland beträgt die Prävalenz unter Erwachsenen zwischen 1,6 und 1,9 %, die jährliche Inzidenz liegt bei 0,28 %. Unter Kindern und Jugendlichen liegt die Jahresprävalenz bei ca. 10 %.
Das atopische Ekzem wird immer häufiger beobachtet. Im Vergleich zur Mitte des 20. Jahrhunderts ist heute von einem vier- bis sechsmal häufigeren Auftreten auszugehen. Die Gründe dafür sind noch nicht bekannt. Als mögliche Ursachen werden häufigere Allergien, veränderte Lebensumstände und verstärkte Hygiene (Hygienehypothese) diskutiert.

## Ursache
Die Ursachen des atopischen Ekzems sind bislang nicht vollständig geklärt. Experten sehen im komplexen Krankheitsgeschehen und seinem sehr individuellen Verlauf ein Zusammenspiel aus genetischen Faktoren, immunologischen Veränderungen und Umwelteinflüssen.

### Genetische Faktoren
Es wird davon ausgegangen, dass die Betroffenen aufgrund genetischer Veranlagung stärker auf bestimmte Einflüsse reagieren als andere.
Die eindeutige genetische Disposition dieser Krankheit ist schwer nachzuweisen. Bisherige Mutationsanalysen hatten die Aufmerksamkeit auf etwa 20 verschiedene Kandidatengene gelenkt. Diese waren aber in Wiederholungsstudien nicht immer reproduzierbar.
Neuere Ergebnisse zeigen, dass die Barrierefunktion der Haut gegenüber der Umwelt gestört ist, weil Gendefekte dazu führen, dass wichtige Strukturproteine nicht gebildet werden. So wurden Mutationen im Filaggrin-Gen entdeckt, die zu einer Verminderung von Filaggrin in den äußeren Hautschichten führen. Dieses Filaggrin-Protein ist ein Schlüsselelement der epidermalen Hautbarriere und fördert Verhornungen an der Hautoberfläche. Bei der atopischen Dermatitis ist die Schutzfunktion der Haut entscheidend beeinträchtigt. Die geschwächte Barriere könnte ein erleichtertes Eindringen von Allergenen und die erhöhte Entzündungsbereitschaft atopischer Haut bedingen. Andere Ergebnisse zeigen, dass das Fehlen einer Kollagenvariante in der Haut ebenfalls mit atopischen Erkrankungen assoziiert ist. Andere Gendefekte sind ebenfalls bekannt: Um die Haut geschmeidig zu halten, produziert der gesunde Körper Hautfett. Dieses Hautfett besteht unter anderem aus Gamma-Linolensäure. Um dies herzustellen, benötigt der Körper mit der Nahrung aufgenommene Linolsäure. Für die Umwandlung von Linolsäure in Gamma-Linolensäure wird das Enzym Delta-6-Desaturase benötigt. Bei Neurodermitikern ist die Aktivität dieses Enzyms möglicherweise verringert oder gestört.
Des Weiteren hat man nachweisen können, dass es gemeinsame Kandidatengene für die Disposition zum atopischen Ekzem und zu der ebenfalls immunologisch bedingten Hautkrankheit Psoriasis vulgaris gibt.
Ein nach außen hin scheinbares Zurückgehen der Symptome bei manchen Patienten kann darauf zurückzuführen sein, dass der Gendefekt nur in einem Teil der etwa 2 Billionen Körperzellen vorliegt und somit auch die weniger oder nicht beschädigten Genvarianten zum Einsatz kommen können. Es ist bisher nur unvollständig geklärt, mit welchen Mechanismen die Proteinbiosynthese gesteuert wird, also wann und in welchem Ausmaß welche Gene gelesen und Proteine erstellt werden.
Im Rahmen seltener Syndrome kann eine atopische Dermatitis auftreten, so beim Konigsmark-Hollander-Berlin-Syndrom.

### Immunologische Vorgänge
Am Beginn der Krankheitsentstehung steht immer ein Defekt der Hautbarriere, möglicherweise durch eine lokale Entzündung oder einen primären Defekt in der Funktion der Keratinozyten. Durch diesen Defekt werden vermehrt Zytokine ausgeschüttet, die Entzündungszellen wie T-Zellen rekrutieren. Gleichzeitig tragen die in der Haut befindlichen dendritischen Zellen, die sogenannten Langerhans-Zellen der Haut, aber auch zusätzliche inflammatorische dendritische epidermale Zellen, auf ihrer Oberfläche Rezeptoren für den Antikörper IgE. Allergene, die über die gestörte Hautbarriere eindringen, sorgen für eine IgE-Antikörper-Produktion, diese werden wiederum auf dendritischen Zellen gebunden, die ihrerseits die T-Zellen aktivieren.
Die nun aktivierten T-Zellen produzieren eine Reihe von Zytokinen und Chemokinen, insbesondere die Interleukine IL-4, IL-5 und IL-13, sowie im weiteren Verlauf auch Interferone. Dadurch werden weitere T-Zellen und dendritische Zellen zur Einwanderung angeregt. Zusätzlich wandern eosinophile Granulozyten ein. Generell sind zu Beginn eher die Antikörperproduktion stimulierenden T-Helferzellen vom Typ Th2 aktiv, später sind eher Th1-Zellen aktiv. Diese T-Zell-Reaktion stellt eine allergische Reaktion vom Typ IV dar.
Ein weiterer Faktor bei der Symptomentstehung ist, dass weitere T-Zellen die Keratinozyten über Fas-Rezeptoren zur Apoptose bringen. Dadurch entstehen Hautdefekte und die Barrierefunktion der Haut wird weiter gestört. Des Weiteren werden aus dem Zellinneren Autoallergene freigesetzt, die atopie-assoziierten Autoantigene (ARA), die häufig in einer Kreuzreaktion mit exogenen Allergenen reagieren. Diese werden ebenfalls IgE-vermittelt erkannt und könnten der Grund sein, warum die Entzündungsreaktion auch unter Vermeidung des Kontaktes mit exogenen Allergenen fortbestehen kann. Im weiteren Verlauf kann dies so weit in den Vordergrund treten, dass das atopische Ekzem als eine Art Autoimmunerkrankung mit chronisch-entzündlichen Allergiesymptomen verstanden werden kann.
Eine weitere Hypothese zur Krankheitsentstehung besagt sogar, dass das atopische Ekzem beim Kleinkind als durch die Autoallergene hervorgerufene Entzündung beginnt, später treten durch den dadurch hervorgerufenen Defekt der Hautbarriere Effekte durch exogene Allergene hinzu.
Ein weiterer Krankheitsmechanismus stellt die Besiedelung von Haut und Schleimhäuten durch Mikroorganismen dar. Auf der Haut und in den Nasenhöhlen von Erkrankten findet sich häufig eine starke Besiedelung mit Bakterien der Art Staphylococcus aureus. Durch die schon vorhandenen Hautdefekte dringen diese in die Haut ein und produzieren Enterotoxine, gegen die ebenfalls IgE-Antikörper gebildet werden und so die Entzündungsreaktion verstärken. Ähnliche Verstärkungsreaktionen können auch Pilze wie Pityrosporum ovale oder Candida albicans sowie Viren hervorrufen.

## Symptome und Beschwerden

### Empfindliche Haut
Die Haut des Betroffenen unterscheidet sich von gesunder Haut durch eine gestörte Barrierefunktion. Daher äußert sich das atopische Ekzem insbesondere durch eine sehr empfindliche und trockene Haut, die oft auch gerötet ist. Sie ist besonders anfällig für äußere Reize, die zu Juckreiz führen können. Typische Stellen (Prädilektionsstellen) für die betroffene Haut sind insbesondere die Armbeugen, die Kniekehlen sowie die Hals- und Gesichtspartie.

### Juckreiz
Das Hauptproblem für die Betroffenen ist der starke Juckreiz, der durch die empfindliche, oft verletzte Haut begünstigt wird. Er kann zum Beispiel durch Irritationen auf der empfindlichen Haut ausgelöst werden. Die Betroffenen reagieren darauf mit Kratzen, welches zu weiteren Hautirritationen führt. Dieser Teufelskreis trägt zur Aufrechterhaltung der Symptome bei. Der Juckreiz ist besonders nachts stark, daher kommt es oft zum Schlafdefizit. Die daraus folgende Übermüdung und Leistungsminderung stellen für die Betroffenen häufig eine starke psychische Belastung dar.

### Provokationsfaktoren
Die Haut der Betroffenen ist sehr empfindlich gegenüber inneren und äußeren Irritationen, die als Provokationsfaktoren oder Trigger bezeichnet werden. Sie können in Verbindung mit starkem Juckreiz eine Hautrötung auslösen, die sich rasch zu einem Ekzem entwickelt.
| irritativ         | (pseudo)allergisch         | mikrobiell            | psychisch                | andere     |
| ----------------- | -------------------------- | --------------------- | ------------------------ | ---------- |
| Textilien         | Textilien                  | Textilien             | Stress (positiv/negativ) | UV-Licht   |
| Nahrungsmittel    | Nahrungsmittel             | Staphylococcus aureus |                          | klimatisch |
| Waschgewohnheiten | Nahrungsmittelzusatzstoffe | Malassezia spezies    |                          | hormonell  |
| Schweiß           | Aeroallergene              | Infekte               |                          |            |
| Wasserhärte       |                            |                       |                          |            |

Mögliche Provokationsfaktoren sind beispielsweise mechanische Reize auf der Haut, Schwitzen, Nahrungsmittel, Alkohol und psychischer Stress.
Allergien beeinflussen das Krankheitsbild ebenfalls negativ. Ein großer Teil der Patienten mit atopischem Ekzem leidet zusätzlich unter Allergien. Bei Erwachsenen treten meist Allergien gegen Aeroallergene wie Hausstaub, Pollen oder Tierhaar auf, während Nahrungsmittelallergien insbesondere Patienten im Säuglings- und Kleinkindalter betreffen. Am häufigsten bestehen Nahrungsmittelallergien gegen Milch, Ei, Nüsse, Fisch, Soja und Weizen.
Im Gegensatz dazu sind pseudoallergische Reaktionen auf Nahrungsmittel zu unterscheiden, bei denen Mediatoren wie Histamin ohne IgE-vermittelte Reaktion freigesetzt werden. So können Lebensmittelzusatzstoffe Juckreiz oder eine Hautreizung auslösen oder verschlimmern. Histaminhaltige Lebensmittel können den Juckreiz verstärken. Scharfe oder saure Lebensmittel können durch Hautirritationen zu einer Ekzemverschlechterung führen.
Die Kleidung des Betroffenen kann den Hautzustand auf unterschiedliche Weise beeinflussen. Im Vordergrund steht die unspezifische mechanische Irritation, die sich beispielsweise in der Unverträglichkeit von Wolle und einigen synthetischen Stoffen zeigt. Grundsätzlich sind die Irritationen umso stärker, je gröber die Fasern der Textilien sind. Vergleichsweise selten sind allergische Reaktionen auf die Kleidung. Des Weiteren sollte die Art der Kleidung an die Umgebungstemperaturen angepasst sein. Zu warme Kleidung führt dazu, dass durch den entstehenden Hitzestau eine vermehrte Schweißabgabe erfolgt, die die Neurodermitis verschlechtern kann.

### Komplikationen

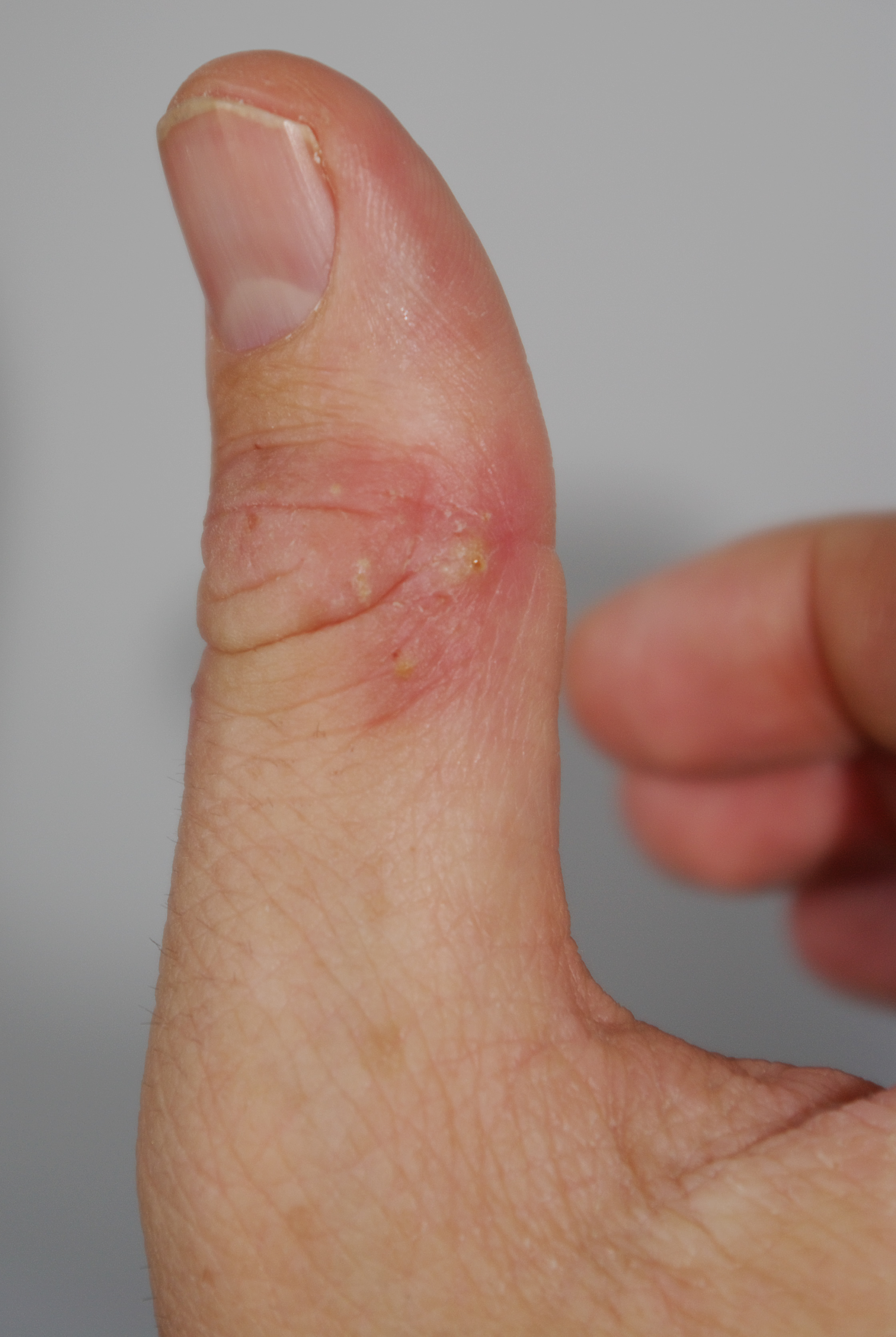
Bakterielle Hautinfektion

Die sehr empfindliche und oft rissige Haut der Betroffenen geht oft mit einem gestörten Gleichgewicht der natürlichen Hautflora einher. Charakteristisch ist die teils massive Besiedelung mit Staphylococcus aureus. Diese Bakterien führen durch Auslösung nässender Hautreaktionen zu verbesserten Milieubedingungen für Staphylokokken mit weiterem Bakterienwachstum und damit zu einer zunehmenden Verschlechterung des Hautzustandes durch eine wechselseitige Verstärkung beider Krankheiten, einen sogenannten Circulus vitiosus, also einen sich selbst erhaltenden oder verstärkenden Prozess.
Die defekte Hautbarriere erleichtert auch Hefepilzen das Eindringen in die Haut. Hefepilze sind natürlicher Bestandteil der Hautflora. Gesunde haben meist Immunglobulin-G-Antikörper gegen Hefepilze gebildet. Untersuchungen zeigen, dass der lipophile Hefepilz Malassezia vermehrt die Haut von Patienten besiedelt. Bei 30–80 % der Patienten sind malasseziaspezifische IgE-Antikörper nachgewiesen. Diese halten die Entzündung aufrecht.
In seltenen Fällen kann es im Zusammenhang mit dem Herpes-simplex-Virus zu einem Ekzema herpeticatum kommen, welches in vielen Fällen nur stationär mit Infusionen zu behandeln ist.

### Verlauf
Die Symptome der Krankheit äußern sich bei jedem Betroffenen in unterschiedlicher Ausprägung und an verschiedenen Stellen. Je nach Alter zeigen sich die Symptome an typischen Prädilektionsstellen.
Die Erkrankung tritt meist in Schüben von unterschiedlicher Dauer und Stärke auf – häufig ohne direkt erkennbaren Grund. Genauso häufig enden sie, ohne dass man einen direkten Auslöser (z. B. eine bestimmte Behandlung) hierfür erkennen kann. Hierdurch entsteht oft eine große Unsicherheit über die letztlich erfolgreiche Behandlungsmethode.
In der akuten Entstehungsphase stehen entzündliche Veränderungen wie Rötung, Schwellung der Haut, Nässen und Krustenbildung durch Eintrocknen des Sekrets im Vordergrund. Wenn diese akute Entzündungsreaktion nicht rechtzeitig behandelt wird, können bakterielle Sekundärinfektionen hinzukommen.

Typischer Verlauf des Atopischen Ekzems nach Alter
Säugling
Kind
Jugendlicher

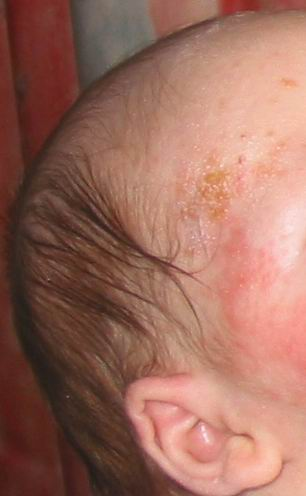
Milchschorf bei einem zwei Monate alten Säugling

Bei Säuglingen ist das Atopische Säuglingsekzem eine frühe Form des atopischen Ekzems. Am Kopf treten auch als Milchschorf bezeichnete Läsionen auf. Dieses tritt meist im dritten Lebensmonat auf, selten auch schon früher. Vor allem an den Wangen, manchmal im ganzen Gesicht und auch am behaarten Kopf kommt es zur Bildung eines Erythems mit Papulovesikeln. Durch Kratzen kommt es zu nässenden und krustig belegten Arealen, dem typischen Milchschorf. Manchmal breitet sich die Hauterscheinung auf den gesamten Körper aus. Vor allem die Arm- und Kniestreckseiten sind häufig befallen. Oft kommt es zu sekundären bakteriellen Infektionen.
Ab dem zweiten Lebensjahr sind die Hautveränderungen dagegen eher trocken und an den Beugeseiten der Extremitäten zu finden. Typische Stellen sind ab diesem Alter Gelenkbeugen, Nacken, seitliches Gesicht und Hände. Diese Körperstellen können unter Umständen auch im Erwachsenenalter betroffen sein.
Ab der Pubertät finden sich Hautveränderungen hauptsächlich im Bereich der Stirn und Augenlider, am Hals, an den großen Gelenkbeugen sowie auf dem Handrücken. Charakteristisch ist in diesem Alter eine Vergröberung der Hautfaltung in Kombination mit einer sichtbaren Verdickung der Oberhaut (Lichenifikation) in den betroffenen Arealen.

### Sonder- und Minimalformen

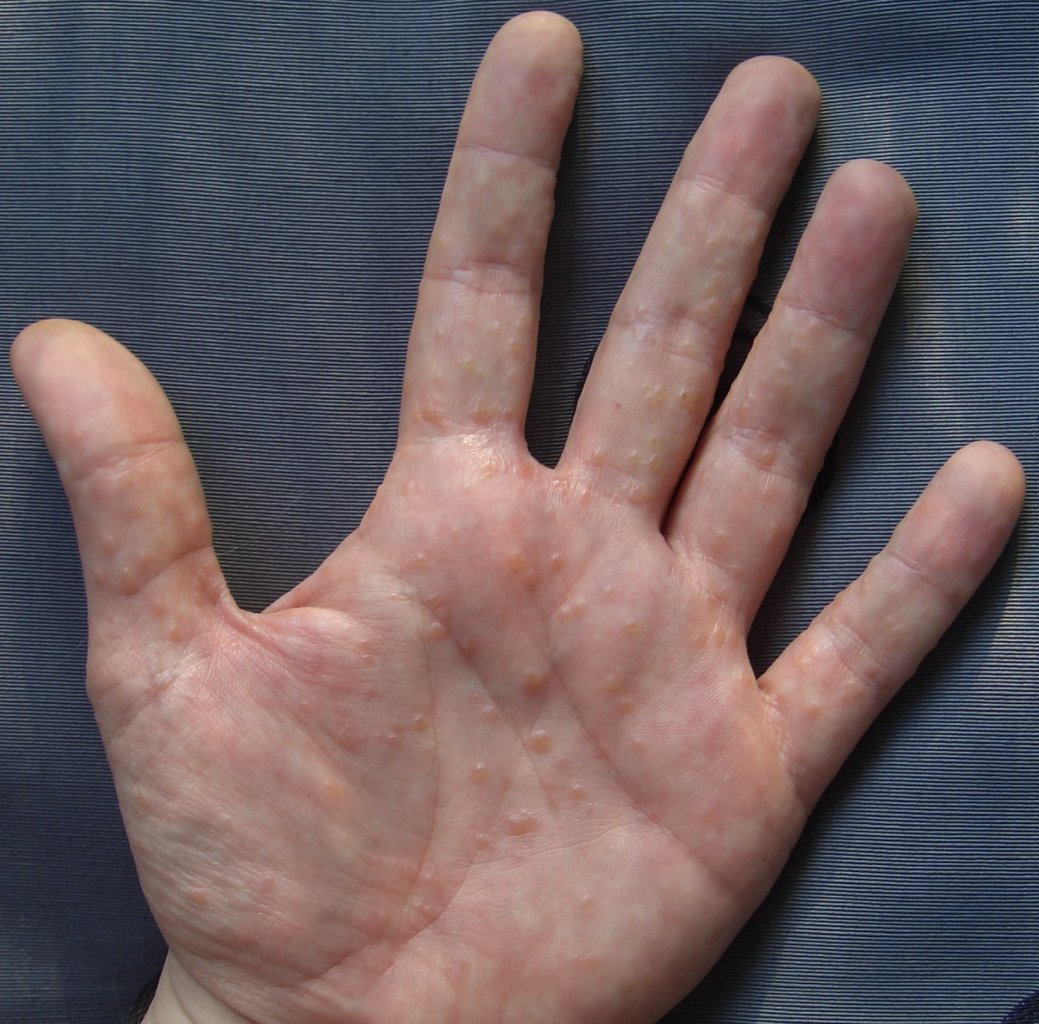
Dyshidrotisches Ekzem

Abgesehen von den typischen Symptomen können Sonderformen des atopischen Ekzems auftreten. Insbesondere im Erwachsenenalter können diese nach Verschwinden der Hauptsymptome die einzigen Zeichen des atopischen Ekzems sein. Sie werden dann als Minimalvarianten bezeichnet.
Zu den Sonderformen zählen:
- ausschließlicher Befall von Kopf und Hals (head-and-neck-Variante)
- Brustwarzenekzem
- Dyshidrotisches Ekzem (kleine, juckende Bläschen auf den Handflächen oder Fußsohlen)
- Einrisse (Rhagaden) der Ohrläppchen
- Ekzeme der Augenlider – insbesondere am Unterlid – als allergische Reaktion auf Pollen oder Nahrungsmittel, aber auch irritativ durch Reiben
- helle, leicht schuppende Hautflecken auf ansonsten gebräunter Haut (Pityriasis alba)
- isolierte chronische Ekzeme an den äußeren Geschlechtsteilen
- juckende, entzündete Lippen (Cheilitis sicca), aus denen durch vermehrtes Lecken eine Mundwinkelentzündung entstehen kann
- stecknadelkopfgroße, blutige Krusten auf der Kopfhaut mit starkem Juckreiz
- trockene, schuppige Haut der Handflächen und Fußsohlen
- trockenes Finger- oder Zehenkuppenekzem (Pulpitis sicca, häufig bei Kleinkindern und im Winter)

### Psychische Folgen
Psychosomatische Zusammenhänge spielen beim atopischen Ekzem eine große Rolle. Einerseits kann sich das Krankheitsbild durch psychische Belastung verschlechtern; andererseits haben die Hautbeschwerden einen negativen Einfluss auf die Psyche des Patienten.
Nächtliche Juck- und Kratzattacken können zu einem Schlafdefizit und damit auch zu Konzentrationsstörungen oder Gereiztheit führen. Zusätzlich können die Betroffenen unter der Beeinträchtigung ihres Aussehens leiden. Die kosmetisch störenden Ausschläge können zu sozialen Ausgrenzungen und einer Verminderung des Selbstwertgefühls führen. Außerdem ist es möglich, dass sich das Kratzen als Verhaltensmuster bei Konflikt- und Stressreaktion verfestigt. In diesem Zusammenhang kann bei Kindern auch die familiäre Situation eine Rolle spielen, wenn sich Verhaltensmuster durch vermehrte Aufmerksamkeit durch die Eltern verstärken.
Patienten mit einem hohen Schweregrad der atopischen Dermatitis haben ein erhöhtes Risiko für Suizidgedanken und depressive Symptome.

### Begleiterkrankungen
- Periorale Blässe (Blässe um den Mund herum)
- Hertoghe-Zeichen (Ausdünnung der seitlichen Augenbrauen)
- Dennie-Morgan-Falte (doppelte untere Lidfalte)
- Weißer Dermographismus (helle Hautzeichnungen nach Reizungen)
- Konjunktivitis (Bindehautentzündung)
- Keratokonus (kegelförmige Verformung der Hornhaut)
- Katarakt (Grauer Star)

## Diagnose

### Kriterien
Für die Diagnose des atopischen Ekzems wurden verschiedene Haupt- und Nebenkriterien aufgestellt. Zu den Hauptkriterien zählen das typische Erscheinungsbild der Haut, der Juckreiz und eine ausführliche Eigen- und Familien-Anamnese.
Neben den eigentlichen Krankheitssymptomen weisen meist charakteristische äußere Merkmale auf die Erkrankung hin. Zu diesen sogenannten Atopiestigmata gehören eine trockene Haut (Sebostase), eine dünnere seitliche Augenbrauenpartie (Hertoghe-Zeichen), eine doppelte Lidfalte (Dennie-Morgan-Falte) und die „paradoxe Gefäßreaktion“: Im Gegensatz zu gesunder Haut bilden sich beim Kratzen nicht rote, sondern weiße Streifen auf der Haut (weißer Dermographismus).

### Ermittlung von Provokationsfaktoren
Auf Grundlage der Krankengeschichte wird versucht, mögliche Auslösefaktoren zu ermitteln. Dazu werden gegebenenfalls Allergietests durchgeführt. Der Pricktest dient hierbei dem Nachweis von Allergenen des Soforttyps. Mit dem Epikutantest können Kontaktallergien nachgewiesen werden.

### Differentialdiagnose
Differentialdiagnostisch sind vor allem weitere entzündliche Hauterkrankungen abzugrenzen. Dazu zählen insbesondere das allergische Kontaktekzem, das toxische Kontaktekzem, Pyodermien sowie bei Säuglingen das seborrhoische Ekzem. Auch verschiedene Stoffwechsel- und Immunerkrankungen können zu Symptomen führen, die dem atopischen Ekzem teilweise zum Verwechseln ähnlich sind. Bei Kindern kommt selten auch Skabies infrage. In einigen Fällen ist eine Abgrenzung zur Schuppenflechte schwierig, insbesondere wenn beide Erkrankungen gleichzeitig vorliegen.

### Schweregrad
Zur Quantifizierung von Ausdehnung und Intensität des atopischen Ekzems wurden verschiedene Scores entwickelt. Sie dokumentieren die Krankheit und ihren Verlauf. Im europäischen Raum kommt hauptsächlich der SCORAD (Scoring Atopic Dermatitis) zum Einsatz.

## Behandlung
Ebenso wie die Ursachen sind auch die angewandten Behandlungsformen sehr vielfältig. Da offenbar unterschiedliche Faktoren eine Rolle spielen, sollte die parallele Anwendung in Betracht gezogen und individuell auf die Bedürfnisse des Patienten abgestimmt werden. Nicht alle Behandlungsansätze wirken bei allen gleich; manche Methoden, die bei einem Betroffenen lindernd wirken, können bei anderen das Krankheitsbild verschlechtern. Eventuell müssen Behandlungsmethoden mehrmals neu kombiniert oder verändert angewendet werden, da es vorkommen kann, dass die Haut bei einem neuen Schub anders auf eine bisher gut angenommene Behandlungsart reagiert als erwartet. Der Abbruch einer Behandlung und deren Ersatz kann nötig sein.
Die Therapie des atopischen Ekzems richtet sich nach dem Krankheitsverlauf und wird an die Schwere der Symptome angepasst. Als Anhaltspunkt kann dazu das folgende Stufenschema dienen, welches individuell beispielsweise an Alter, Krankheitsverlauf und Lokalisation der Hautveränderungen angeglichen werden muss. Die Behandlungsmöglichkeiten der untersten Stufe werden bei Erhöhung des Schweregrades schrittweise um zusätzliche Optionen ergänzt.
| Stufe 1                                                                    | Stufe 2 | Stufe 3 |
| -------------------------------------------------------------------------- | --- | --- |
| trockene Haut                                                              | leichte bis moderate Ekzeme | moderate bis schwere Ekzeme |
| - topische Basistherapie bzw. Basispflege - Vermeidung von Triggerfaktoren | | |
|                                                                            | - Therapie mit topischen Glucocorticoide (TSC) / Calcineurininhibitoren (TCI) - ev. zusätzliche Anwendung antipruriginöser (juckreizlindernd) und antiseptischer Wirkstoffe | |
|                                                                            | | - Systemische Therapien (Biologika wie Dupilumab, Tralokinumab oder Lebrikizumab; JAK-Hemmer), teilweise nur als Kurzzeitintervention (z. B. systemische Glucocorticoide) - ev. UV-Therapien bei Erwachsenen |

### Basispflege
Mittelpunkt der symptomatischen Therapie ist die topische Behandlung der Haut. Dafür stehen Salben, Cremes und Lotionen zur Verfügung. Je nach Schwere und Art der Symptome kommen unterschiedliche Präparate zum Einsatz.
Die tägliche Basispflege soll die Barrierefunktion der Haut stabilisieren, um die Empfindlichkeit der Haut gegenüber Irritationen und Eindringen von Allergenen abzuschwächen. Abhängig vom Zustand der Haut kommen meist Salben und Lotionen zum Einsatz. Deren Zusammensetzung richtet sich nach dem aktuellen Hautzustand: Meist werden Öl-in-Wasser-Emulsionen verwendet, bei sehr trockener Haut auch Wasser-in-Öl-Emulsionen. Eine weitere Möglichkeit zur Rückfettung der Haut sind Ölbäder. Sowohl warme als auch kalte nasse Umschläge können außerdem zur Heilung und Linderung angewendet werden.

### Spezifische Wirkstoffe zur äußeren Anwendung
Oft werden wirkstoffhaltige Salben verwendet, z. B. um die Feuchthaltefähigkeit oder die Heilung der Haut zu verbessern. Die Haut der Betroffenen weist eine signifikant niedrigere Konzentration von Harnstoff auf, der als wichtigster Feuchthaltefaktor fungiert. So helfen harnstoffhaltige Präparate, die charakteristische Trockenheit der Haut zu reduzieren. Hierbei hält der Harnstoff, der durch die Anwendung kurzfristig in die Haut gelangt, vermehrt Wasser und bindet es somit in der Haut. Therapeutisch aufgebrachter Harnstoff auf und in der Haut kann jedoch bei ohnehin schon gereizter oder rissiger Haut zu weiteren Reizungen führen. Weitere häufig verwendete Salbenzusätze sind z. B. Hanföl, Nachtkerzenöl, Johanniskrautextrakt, Zink oder Dexpanthenol.
Bei einer übermäßigen Besiedlung der Haut mit Bakterien oder Pilzen kommen infektionshemmende Salben zum Einsatz. Bei einer übermäßigen Besiedlung durch Staphylococcus aureus kommen vorzugsweise Triclosan, Chlorhexidin, aber auch Antibiotika (z. B. Fusidinsäure) zum Einsatz.
Im Falle einer übermäßigen Besiedlung durch Hefepilze werden antimykotische Wirkstoffe eingesetzt.
Zur Behandlung nässender Ekzeme stehen Gerbstoff-Präparate zur Verfügung, die austrocknend, juckreizlindernd und leicht entzündungshemmend wirken.

### Entzündungshemmende Wirkstoffe
Zur Behandlung stärkerer entzündlicher Symptome werden Salben mit Immunsuppressiva eingesetzt. Am häufigsten werden dabei Glucocorticoide benutzt. Sie wirken gegen Juckreiz und Entzündung der Haut und können schwere Schübe lindern oder bei rechtzeitiger Anwendung vermeiden. Abhängig von der Schwere und Art der Symptome werden unterschiedliche Wirkstoffe und Salbengrundlagen verwendet. Nur bei schweren Schüben kommen stark wirksame Glucocorticoide (Klasse 3) zum Einsatz. Im Normalfall reichen schwach oder mittelstark wirksame Präparate (Klasse 1 und 2). Die Präparate wurden seit den 1950er Jahren ständig weiterentwickelt. Neuere Wirkstoffe (z. B. Prednisolon- und Methylprednisolon-Präparate) haben bei hoher Wirksamkeit ein geringeres Risiko von Nebenwirkungen als ältere Wirkstoffe. Im Gesicht oder bei leichteren Symptomen reichen oft Hydrocortison-Präparate aus.
Insbesondere bei großflächiger Anwendung von Glucocorticoiden können Nebenwirkungen auftreten. Dazu zählen „Hautverdünnung“ (Atrophie der Haut, kann sich zum Beispiel durch spinnennetzartig erweiterte Äderchen äußern, die auf der Haut sichtbar werden →Teleangiektasie), Pigmentierungsstörungen, starke Behaarung (Hypertrichose), Dehnungsstreifen sowie partielle Unterdrückung des örtlichen Immunsystems. Daher sollte eine Behandlung mit Glucocorticoiden nur kurzzeitig erfolgen. Im Bereich der Genitalien, im Gesicht und auf sich berührenden (intertriginösen) Hautbereichen sollten keine stark wirksamen Glucocorticoide verwendet werden.
Um einen Rückfall zu verhindern, dürfen äußerlich angewendete Glucocorticoide nicht abrupt abgesetzt werden. Eine Möglichkeit ist die Intervalltherapie, bei der sich die Behandlung mit einer wirkstofffreien Basispflege abwechselt und dann langsam reduziert wird. Alternativ kann die Wirkstärke stufenweise verringert werden.
Neben der antientzündlichen Wirkung kann die Behandlung mit Glucocorticoiden auch die Besiedelung mit Staphylococcus aureus verringern.
Die lokal anwendbaren Immunsuppressiva Tacrolimus und Pimecrolimus stammen aus der Transplantationsmedizin. Die beiden Substanzen sind chemisch ähnlich aufgebaut und gehören in die Gruppe der Makrolide. Pimecrolimus und Tacrolimus wirken als Calcineurinhemmer und unterdrücken so das lokale Immunsystem der Haut, zusätzlich verhindern sie die Freisetzung der Entzündungssubstanzen Histamin und Arachidonsäuremetaboliten. Gegenüber Glucocorticoiden haben sie den Vorteil, dass sie keine Atrophie der Haut verursachen.
Eine häufige Nebenwirkung von Tacrolimus und Pimecrolimus ist ein kurzzeitiges Brennen auf der Haut. Bisher liegen keine Langzeiterfahrungen dazu vor, ob diese Wirkstoffe zur Bildung von Tumoren beitragen. Daher veröffentlichte die US-amerikanische Arzneimittelbehörde FDA 2005 eine entsprechende Warnung. Die Europäische Arzneimittelagentur verfolgt entsprechende Hinweise und schränkt den Gebrauch mittlerweile auf Fälle ein, bei denen ein ausreichender Therapieerfolg mit Glucocorticoiden nicht zu erreichen ist oder die Nebenwirkungen eine Glucocorticoid-Therapie nicht zulassen.
Weitere, nur noch selten verwendete entzündungshemmende Wirkstoffe sind unter anderem Teer, sulfonierte Schieferölpräparate (Ammoniumbituminosulfonat) und Eichenrinde.
Im Jahre 2010 veröffentlichte Befunde eines Mausmodells legen nahe, dass das natürliche Flavonoid Taxifolin bei äußerlicher und innerer Anwendung wirksam ist durch die Verhinderung der Produktion von inflammatorischen Zytokinen und durch eine Verringerung von Hautentzündungen.

### Medikamente zur systemischen Anwendung
Antihistaminika können juckreizlindernd wirken. Häufig steht der müdemachende Effekt (Sedierung) früherer Antihistaminika im Vordergrund, der bei moderneren Präparaten, z. B. mit Desloratadin, nicht mehr auftritt. Man setzt dies gerne bei Kindern ein, damit sie leichter einschlafen können und sich so weniger kratzen müssen. Eine sinnvolle Behandlung stellt die kombinierte Einnahme eines nicht sedierenden Antihistaminikums am Morgen, z. B. Fexofenadin oder Desloratadin, und eines sedierenden Antihistaminikums am Abend, z. B. Hydroxyzin, dar.
Bei besonders schweren Schüben mit großer Ausdehnung der Ekzeme kommt die Einnahme von Kortison in Frage.
Das Cyclosporin A ist das Stoffwechselprodukt eines Pilzes; es ist als systemisch eingesetztes Medikament schwersten Formen des atopischen Ekzems vorbehalten, die sich oft rasch auf eine Therapie mit Cyclosporin A zurückbilden. Die wichtigsten Nebenwirkungen dieser Therapie entsprechen denen aus der Transplantationsmedizin, in denen es ebenfalls eingesetzt wird: Blutdruckerhöhung, Nierenschädigungen, Induktion von Malignomen, aber auch Zahnfleischwucherungen.
Im September 2017 wurde ein Biologikum, der monoklonale Antikörper Dupilumab, in der EU durch die Europäische Kommission zugelassen.
Seit Juni 2021 steht in der EU Tralokinumab (Handelsname: Adtralza, LEO Pharma), als ein weiteres Biologikum zur Verfügung. Es findet Anwendung bei Erwachsenen mit mittelschwerer bis schwerer Neurodermitis, die Kandidaten für eine systemische Therapie sind. Tralokinumab, ein rekombinanter monoklonaler humaner IgG4-Antikörper, hemmt die Interleukin-13-Signalübertragung.
Zur Behandlung von mittelschwerer bis schwerer atopischer Dermatitis erhielt Lebrikizumab (Handelsname: Ebglyss, Almirall) am 14. Dezember 2023 die Zulassung der Europäischen Kommission. Auch Lebrikizumab bindet selektiv an Interleukin-13 (IL-13). Lebrikizumab wird als Injektion subkutan in den Oberschenkel oder den Bauch verabreicht. Häufige unerwünschte Arzneimittelwirkungen (Nebenwirkungen) sind trockene Augen, (allergische) Konjunktivitis und Reaktionen an der Einstichstelle. Eine Nutzenbewertung erfolgte durch das IQWIG.

### Meidung von Provokationsfaktoren und unterstützende Maßnahmen
Ein wichtiger Bestandteil der Therapie ist die Verringerung oder Vermeidung von bekannten Provokationsfaktoren. Wichtig ist dabei auch die Erfahrung des Patienten.
Bestehen Nahrungsmittelallergien oder -unverträglichkeiten, sollten entsprechende Nahrungsmittel gemieden werden. Zur Behandlung des atopischen Ekzems gibt es zudem eine Vielzahl von Ernährungstipps und Diäten. Für eine Wirksamkeit pauschaler Diäten gibt es keine Belege. Sie haben außerdem insbesondere bei Kindern die Gefahr, dass Mangelerscheinungen und Entwicklungsstörungen auftreten können.
Es kann bei bestehenden Allergien sinnvoll sein, in Wohnräumen für eine allergenarme Umgebung zu sorgen. So können beispielsweise milbendichte Matratzen- und Bettbezüge die Belastung durch Hausstaubmilben verringern.
Die typische trockene Haut bedarf einer entsprechend schonenden Hautpflege. Hierzu gehört das nur kurze, nicht zu häufige lauwarme Duschen oder Baden. Zu heißes oder warmes Wasser kann die Symptome verschlechtern. Es sollten keine alkalischen Reinigungspräparate verwendet werden.
Um äußere Reize zu vermeiden, sollten weiche und glatte Materialien wie Baumwolle verwendet werden. Wolle sollte wegen der starken Hautreizung gemieden werden. Bettbezüge sollten glatt sein, Frotteewäsche wird oft als unangenehm empfunden. Speziell für (Klein-)Kinder werden spezielle Overalls angeboten, die insbesondere in der Nacht ein unbewusstes Aufkratzen der Haut verhindern. Auch Baumwollhandschuhe sind hier hilfreich. Aufgrund der entzündungslindernden und antiseptischen Wirkung hilft einigen Betroffenen das Tragen von silberhaltigen Textilien.
Beim Wäschewaschen sollte ein mildes Waschmittel möglichst ohne Geruchsstoffe verwendet werden. Viele Patienten reagieren empfindlich auf Wäsche, die mit Weichspüler gewaschen wurde. Andererseits kann Weichspüler bei manchen Betroffenen von Vorteil sein, da die weichere Wäsche die Haut schont.

### Lichttherapie und Klimabehandlung
Die Bestrahlung mit hochdosiertem UV-Licht kann durch entzündungshemmende Wirkung zur Linderung führen und das zeitweilige Abheilen erlauben. Es wird hier heutzutage vor allem das Schmalspektrum UVB-Licht (311 nm) eingesetzt, evtl. in Kombination mit UVA-Strahlern.
Besonders bei schweren Formen des atopischen Ekzems hat sich die UVA1-Lichttherapie (340–400 nm) bewährt; besonders in der Hochdosistherapie (bis 130 J/cm²) konnten hier signifikante Vorteile gegenüber konventionellen Therapien, wie Kortikoiden, belegt werden. Die UVA1-Strahlung dringt mit ihren längeren Wellenlängen tiefer in das Gewebe ein und wirkt durch Hemmung der Langerhanszellen und der Mastzellen stark antientzündlich. Der vom Kortison her bekannte Rückschlag (stärkerer Krankheitsschub nach Absetzen der Therapie) tritt bei der UVA1-Hochdosistherapie nicht auf. Kinder sollten jedoch aus prophylaktischen Gründen (alle UV-Strahlen beschleunigen die Hautalterung) allenfalls in Ausnahmefällen mit einer Hochdosistherapie behandelt werden. Ein Vergleich der Wirksamkeit zwischen UVB-Licht, UVA1-Licht oder eine PUVA ist aufgrund der begrenzten Datenlage nicht möglich.
Wegen der geringen Luftbelastung mit Allergenen helfen oft auch Kuraufenthalte am Meer oder im Hochgebirge, dann auf der milbenfreien Höhe von 1000 m im Winter und 2000 m im Sommer.

### Patienteninformation und -selbstmanagement
Allgemein wird empfohlen, Stress (positiven wie negativen, akuten wie latenten) zu vermeiden. Stress kann auch durch die vor allem nächtlichen Juckattacken bei Kindern entstehen, die für Eltern teils eine enorme Belastung darstellen. So entsteht oft ein Teufelskreis. Von Bedeutung ist daher der Umgang mit Stress und Juckreiz, zum Beispiel in Form von Entspannungstechniken. Wichtig ist die Aneignung von Kratzalternativen (z. B. Ablenkung, Reiben).
Da die Erkrankung in ihren Ursachen, Erscheinungsformen und Behandlungsmethoden komplex ist, ist großes Augenmerk auf die Selbstkompetenz der Betroffenen zu lenken. Diese Notwendigkeit wird dadurch verstärkt, dass viele Betroffene Kinder sind und deren Eltern die tägliche Behandlung durchführen müssen. Hier setzen Patientenschulungen an, deren Inhalt unter anderem die Vermittlung von medizinischen Informationen, Behandlungsmöglichkeiten, Ernährung, Alltagsbewältigung, Entspannungstechniken und der Umgang mit dem Juckreiz ist. Im Rahmen eines interdisziplinären Modellvorhabens in Deutschland wurde die Wirksamkeit ambulanter Neurodermitisschulungen bestätigt. In diesem Modell wird die Schulung von Ärzten, Psychologen/Psychotherapeuten und Diätberatern durchgeführt. Die Spitzenverbände der Deutschen Krankenkassen empfehlen seit 2007 die Kostenübernahme für diese Schulung.
Bei Vorliegen von psychischen Provokationsfaktoren oder zur Bewältigung der psychischen Belastung können Psychotherapien als ergänzende Therapie eingesetzt werden. Je nach Persönlichkeit des Betroffenen ist der Erfahrungsaustausch mit Leidensgenossen in Selbsthilfegruppen hilfreich. Das Gelsenkirchener Behandlungsverfahren, das vorrangig auf einer psycho- und verhaltenstherapeutischen Komplexbehandlung basiert, ist wissenschaftlich nicht anerkannt.

### Alternative Therapieformen
Die Alternativmedizin hat einige Verfahren hervorgebracht, welche in der Behandlung des atopischen Ekzems angewandt werden.
Bei den meisten Verfahren (z. B. Akupunktur, Homöopathie, Bioresonanz) konnte keine Wirksamkeit nachgewiesen werden. Als unterstützende Maßnahme werden diverse Vitamine und Nahrungsergänzungsmittel postuliert, die Evidenz ist aber häufig limitiert oder nicht vorhanden. Nach S3-Leitlinie „Atopische Dermatitis“ der Deutschen Dermatologischen Gesellschaft sollen Nahrungsergänzungsmittel wie Fischöl, Vitamin D oder Vitamin E für das Management des atopischen Ekzems nicht eingesetzt werden, es liegt kein überzeugender Nachweis für deren Nutzen vor. Cyanocobalamin (Vitamin B12) als Salbe wird in der Alternativmedizin beworben, aussagekräftige klinischen Studien zur Wirksamkeit liegen nicht vor.
Die orale Zufuhr von Gamma-Linolensäure ist umstritten. Diese Fettsäure findet sich unter anderem in Borretschsamenöl und Nachtkerzenöl. Die meisten klinischen Studien konnten keine Wirkung der Zufuhr von Gamma-Linolensäure beim atopischen Ekzem nachweisen. Dem Schwarzkümmelöl wird häufig eine stabilisierende, entzündungshemmende, antimikrobielle und juckreizmildernde Wirkung zugeschrieben. In wissenschaftlichen Studien war im Placebovergleich allerdings keine Verbesserung der Symptome nachweisbar.
Es gibt von Laboruntersuchungen her erste Hinweise, dass Lidocain ein erfolgversprechender Wirkstoff bei einem Befall mit Staphylokokken sein könnte, da es spezifisch die durch das Toxin ausgelöste Entzündung hemmen kann. Weiterhin verkauft die Firma Micreos Gele und Salben mit einem aus Phagen gewonnenen Enzym, das speziell die Zellwand von Staphylokokken zerstört und so bei Neurodermitis helfen soll.

## Geschichte

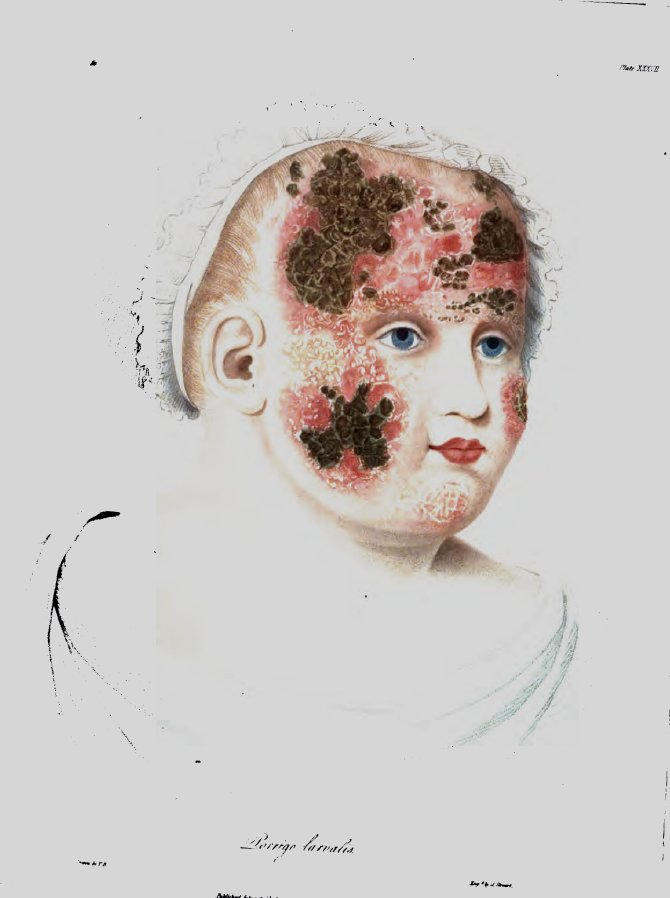
Zu den ersten Abbildungen des Krankheitsbilds zählt dieser Stich aus einem Buch von Robert Willan und Thomas Bateman (1817).

Erste Hinweise auf Beschreibungen des atopischen Ekzems finden sich bereits in der Antike. So beschrieb der römische Biograph Sueton für die Krankheit typische Symptome bei Kaiser Augustus. Beschreibungen von Symptomen, die dem atopischen Ekzem entsprechen könnten, finden sich außerdem im ersten Dermatologiebuch De morbis cutaneis, welches vom italienischen Arzt Girolamo Mercuriale 1572 verfasst wurde. Auch im 18. Jahrhundert finden sich entsprechende Beschreibungen.
Da es bis ins 19. Jahrhundert üblich war, Hautkrankheiten nach ihrer Lokalisierung zu unterscheiden, wurde das atopische Ekzem noch nicht als eigenständige Krankheit erkannt. Anfang des 19. Jahrhunderts setzte sich dann eine Unterscheidung nach der Art der Hautveränderungen durch. Das klinische Erscheinungsbild des atopischen Ekzems wurde daraufhin erstmals 1808 von dem englischen Arzt Robert Willan ausführlich beschrieben. Er gilt als Begründer der Dermatologie als medizinische Fachrichtung. Es folgten Veröffentlichungen von verschiedenen Autoren.
Die Bezeichnung Neurodermitis oder Neurodermatitis wurde ab 1891 von französischen Ärzten (L. Brocq und L. Jacquet) geprägt. Der Franzose Ernest Henri Besnier beschrieb die Erkrankung 1892 als mit Juckreiz einhergehende Ekzemerkrankung (dermatitis multiformis prurignosa). Er erkannte erstmals den Zusammenhang mit Asthma und Heuschnupfen, beschrieb den Juckreiz als Hauptsymptom und erkannte die Verschiedenartigkeit der Hautveränderungen.
Anfang des 20. Jahrhunderts stand der Zusammenhang mit Allergien im Mittelpunkt der Veröffentlichungen. In den 1920er und 1930er Jahren wurden die Bezeichnungen Atopie, atopische Dermatitis und atopisches Ekzem etabliert. Die Entdeckung des Immunglobulin E (IgE) und seiner Rolle bei Allergien half in der zweiten Hälfte des 20. Jahrhunderts, die immunpathologischen Zusammenhänge des atopischen Ekzems zu verstehen.

## Atopisches Ekzem bei Tieren
Atopische Erkrankungen treten vor allem bei Haushunden (→ Atopische Dermatitis des Hundes) und Hauskatzen auf.